# Jatobá (Patos)
Jatobá é um bairro da cidade de Patos, estado da Paraíba. É um dos maiores do município e possui uma população entre 17 a 20 mil habitantes, sendo considerado o terceiro maior, ficando atrás do Belo Horizonte e também do São Sebastião. O bairro é limitado pela Ponte de Figueiredo e é cortado pela PB 110, que liga Patos ao estado do Pernambuco, e acolhe o campus da UFCG, o Centro Social Urbano (CSU), escolas públicas municipais e dos CIEP, o Complexo de Saúde Maria Marques etc.
O bairro mais populoso de Patos poderia ser mesmo uma cidade-satélite de bandeira independente e de economia também, da pesca de seu manancial, da agricultura irrigada, das gangorras de sapato e da mão-de-obra para a indústria.
Segundo o Instituto Patoense de Pesquisa e Estatística (INPPE), a população do Grande Jatobá que é de 17 a 20 mil habitantes, na integração dos bairros Monte Castelo, Conjunto dos Sapateiros, Jatobá, Alto da Tubiba, Mutirão e Nova Conquista, representa um contingente maior que muitos municípios do estado da Paraíba. Dos 223 municípios da Paraíba, apenas 51, ou 31,84% chegaram a 2012 com uma população superior a residente na zona sul de Patos, enquanto outros 152, ou 68,16% não atingem essa marca, levando em conta que a estatística retrata os dados do IBGE no censo 2010.

## Histórico
A Lei nº 328, de 26 de dezembro de 1958, no período do prefeito Nabor Wanderley da Nóbrega, deu a denominação de São Pedro ao bairro, que na época era um conjunto de casas existentes entre o bairro Monte Castelo e o Açude do Jatobá.